# Ramadanovci
Ramadanovci – wieś w Bośni i Hercegowinie, w Federacji Bośni i Hercegowiny, w kantonie zenicko-dobojskim, w mieście Visoko. W 2013 roku liczyła 247 mieszkańców, z czego większość stanowili Boszniacy.